# Марадуда, Сергей Леонидович
Сергей Леонидович Марадуда (27 января 1981, Алчевск, Украинская ССР) — российский футболист, игрок в мини-футбол. Известен выступлениями за тюменский клуб «Тюмень». Ныне тренер фарм-клуба тюменцев «Тобол-Тюмень-2».

## Биография
В сезоне 2001/02 Марадуда играл за тюменский клуб Первой лиги «Запсибкомбанк». Вскоре он сменил его на другой тюменский клуб — дебютанта Высшей лиги (на тот момент наивысшего российского дивизиона) «Тюмень».
С тех пор Сергей играет за сибирский клуб и на данный момент он уступает по количеству проведённых в его составе матчей лишь другому старожилу команды Денису Абышеву. В 2010 году Марадуда помог сибирякам выиграть первые медали чемпионата в их истории.
В январе 2011 года Марадуду перевели в фарм-клуб тюменцев «Тобол-Тюмень-2». По окончании сезона он завершил игровую карьеру и стал тренером тобольской команды.

## Достижения
- Серебряный призёр Чемпионата России по мини-футболу 2010